# Patrice Rio
Patrice Rio (født 15. august 1948 i Le Petit-Quevilly, Frankrig) er en tidligere fransk fodboldspiller, der spillede som forsvarsspiller. Han var på klubplan primært tilknyttet FC Nantes, men spillede også for FC Rouen og Rennes FC. Med Nantes vandt han hele fire franske mesterskaber, og én Coupe de France-titel.
Rio blev desuden noteret for 17 kampe for Frankrigs landshold. Han deltog ved VM i 1978 i Argentina.

## Titler
Ligue 1
- 1973, 1977, 1980 og 1983 med FC Nantes

Coupe de France
- 1979 med FC Nantes